# Marquesado de Leganés
El marquesado de Leganés es un título nobiliario español creado por el rey Felipe IV el 22 de junio de 1627 a favor de Diego Messía Felípez de Guzmán, vizconde de Butarque, comendador mayor de León, general de los ejércitos, presidente del Consejo de Flandes y de Consejo de Italia, gobernador de Milán y de los Países Bajos, alcalde del Real Sitio de Aranjuez. El 19 de agosto de 1634, el título fue elevado a la grandeza de España por el rey Felipe IV.
Diego Messía Felípez de Guzmán, era el hijo menor de Diego Velázquez Dávila Messía de Ovando, marqués de Loriana, y de su segunda esposa Leonor de Guzmán, tía del Conde-duque de Olivares, hija de Pedro Pérez de Guzmán y Zúñiga, I conde de Olivares.
Su denominación hace referencia al municipio de Leganés, provincia de Madrid.

## Marqueses de Leganés

Escudo de Leganés, provincia de Madrid

|                        | Titular                                               | Periodo                |
| Creación por Felipe IV | Creación por Felipe IV                                | Creación por Felipe IV |
| ---------------------- | ----------------------------------------------------- | ---------------------- |
| I                      | Diego Messía Felípez de Guzmán                        | 1627-1655              |
| II                     | Gaspar Dávila Messía y Felípez de Guzmán              | 1655-1666              |
| III                    | Diego Francisco Dávila Messía y Guzmán                | 1666-1711              |
| IV                     | Antonio Gaspar de Moscoso Osorio y Aragón             | 1711-1725              |
| V                      | Ventura Osorio de Moscoso y Guzmán Dávila y Aragón    | 1725-1734              |
| VI                     | Ventura Osorio de Moscoso y Fernández de Córdoba      | 1734-1776              |
| VII                    | Vicente Joaquín Osorio de Moscoso y Guzmán            | 1776-1816              |
| VIII                   | Vicente Isabel Osorio de Moscoso y Álvarez de Toledo  | 1816-1837              |
| IX                     | Vicente Pío Osorio de Moscoso y Ponce de León         | 1837-1864              |
| X                      | María Cristina Osorio de Moscoso y de Borbón          | 1864-1904              |
| XI                     | Pedro de Alcántara de Bauffremont y Osorio de Moscoso | 1904-1945              |
| XII                    | Leopoldo Barón y Osorio de Moscoso                    | 1959-1974              |
| XIII                   | Gonzalo Barón y Gavito                                | 1976-actual titular    |

## Historia de los marqueses de Leganés
- Diego Messía Felípez de Guzmán (baut. Iglesia de los Santos Justo y Pastor (Madrid), 7 de febrero de 1582-Madrid, 16 de febrero de 1655),[2] I marqués de Leganés,[3] vizconde de Butarque.

Casó en primeras nupcias el 17 de junio de 1627 con Pelicena Spínola y Doria, hija de Ambrosio Spínola, I marqués de los Balbases, I duque de Sesto, en Nápoles. Contrajo un segundo matrimonio en 1642 con Juana de Rojas y Córdoba, VI marquesa de Poza, de quien fue su tercer marido. Le sucedió, de su primer matrimonio, su hijo:
- Gaspar Dávila Mesía y Felípez de Guzmán (m. 31 de diciembre de 1666), II marqués de Leganés,[3] V duque de Sanlúcar la Mayor,[5] I marqués de Morata de la Vega, XXVI virrey de Valencia.[6]

Se casó con su prima Francisca de Córdoba Rojas Cardona y Córdoba). Le sucedió su hijo:
- Diego Messia Felípez de Guzmán (Badajoz, abril de 1649-Château de Vincennes, 28 de febrero de 1711),[7] III marqués de Leganés,  VI duque de Sanlúcar la Mayor,[5] II marqués de Morata de la Vega, III marqués de Mairena, IV conde de Arzarcóllar,[6]señor de Valverde, Villar del Rey, Villar del Águila, Velilla y Vacia-Madrid, gentilhombre de cámara con ejercicio del rey, general de caballería de Cataluña, virrey de Valencia, virrey de Cataluña, virrey de Navarra, virrey de Cerdeña, comendador de Carrizosa de la Orden de Santiago, comendador mayor de León de Santiago.[6][7]

Casó, el 22 de septiembre de 1668, con Jerónima de Benavides y Corella. hija de Francisco de Benavides Dávila, IX conde de Santisteban del Puerto. Su única hija, Francisca, murió en la infancia. Le sucedió su sobrino, bisnieto del I marqués de Leganés a través de su hija Inés:
- Antonio Gaspar de Moscoso Osorio y Aragón (1689-3 de enero de 1725)[9] IV marqués de Leganés,[3]VII duque de Sanlúcar la Mayor,[5]  VIII conde de Altamira,[10] tres veces grande de España, VII marqués de Almazán,[4] IV marqués de Mairena, III marqués de Morata de la Vega, VIII marqués de Poza, V conde de Arzarcóllar, VII conde de Lodosa y XI conde de Monteagudo de Mendoza.[9]

Casó el 17 de febrero de 1707 con Ana Nicolasa de Guzmán Osorio Dávila y Manrique de Zúñiga (8 de julio de 1692-Madrid, 11 de diciembre de 1762), VII marquesa de Velada, IV duquesa de Atrisco, XIII marquesa de Astorga, tres veces grande de España, X marquesa de Ayamonte, V marquesa de San Román, VI marquesa de Villamanrique, XV condesa de Nieva, VI condesa de Saltés y XIII condesa de Santa Marta. Era hija de Melchor de Guzmán Osorio Dávila y Manrique de Zúñiga (m. 15 de abril de 1710), VI marqués de Velada, XII marqués de Astorga, dos veces grande de España, IX marqués de Ayamonte, V marqués de Villamanrique, IV marqués de San Román, XIII conde de Trastámara, XIV conde de Nieva, XII conde de Santa Marta y V conde de Saltés, y de Mariana de Córdoba y Figueroa. Sucedió su hijo:
- Ventura Antonio Osorio de Moscoso y Guzmán Dávila y Aragón (m. 29 de marzo de 1734), V marqués de Leganés,[3] VI duque de Medina de las Torres,[15] VIII duque de Sanlúcar la Mayor,[5] IX conde de Altamira,[10] IX marqués de Astorga,[14] cinco veces grande de España, VIII marqués de Almazán,[9] XI marqués de Ayamonte,[16] V marqués de Mairena,[9] V marqués de Monasterio,[9] IV marqués de Morata de la Vega,[9] IX marqués de Poza,[9] VI marqués de la Villa de San Román,[9] VII marqués de Villamanrique]],[9] VI conde de Arzarcóllar,[9] VIII conde de Lodosa,[9] XIII conde de Monteagudo de Mendoza,[9] XVI conde de Nieva,[9] VII conde de Saltés[9] XV conde de Santa Marta,[9] XIV conde de Trastámara en sucesión de su abuelo materno,[9] VII señor y príncipe de Aracena[9] XIV guarda mayor del reino de Castilla, alcalde mayor de los hijosdalgos. No heredó el marquesado de Astorga por haber fallecido a los diecinueve años de edad en vida de su madre.[9]

Casó el 10 de diciembre de 1731 con Buenaventura Fernández de Córdoba y Cardona (m. 9 de abril de 1768), de quien sería su primer esposo, IX duquesa de Baena, X duquesa de Soma, XI duquesa de Sessa, XV condesa de Cabra, XI condesa de Avelino, XV condesa de Palamós, XI condesa de Trivento, XX vizcondesa de Iznájar, XXI baronesa de Bellpuig, XI baronesa de Calonge y XII baronesa de Liñola. Después de enviudar, Buenaventura contrajo un segundo matrimonio el 21 de septiembre de 1749 con José María de Guzmán y Guevara, VI marqués de Montealegre, XIII conde de Oñate, etc., viudo de María Feliche Fernández de Córdoba y Spínola, con quien había tenido dos hijos, Diego Ventura de Guzmán y Fernández de Córdoba, XIV conde de Oñate, y María de la Concepción de Guzmán Guevara y Fernández de Córdoba. Esta última casó con su hermanastro, hijo de Buenaventura Fernández de Córdoba y Cardona y su primer marido, Ventura Antonio Osorio de Moscoso y Guzmán Dávila y Aragón. Sucedió su hijo:
- Ventura Antonio Osorio de Moscoso y Fernández de Córdoba (15 de diciembre de 1733-6 de enero de 1776),[23] VI marqués de Leganés,[3] V duque de Atrisco,[24] X duque de Baena,[18] VII duque de Medina de las Torres,[25] IX duque de Sanlúcar la Mayor,[15] XII duque de Sessa,[17] XI duque de Soma,[19] XIV marqués de Astorga,[14] VIII marqués de Velada,[12] X conde de Altamira,[10] XVI conde de Cabra,[21] once veces grande de España, IX marqués de Almazán,[22] XII marqués de Ayamonte,[16] VI marqués de Mairena,[22] VI marqués de Monasterio,[22] V marqués de Morata de la Vega,[22] X marqués de Poza,[22] VII marqués de la Villa de San Román,[22] VIII marqués de Villamanrique,[22] VII conde de Arzarcóllar,[22] XII conde de Avelino,[22] IX conde de Lodosa,[22] XIV conde de Monteagudo de Mendoza,[22] XVII conde de Nieva,[22] XI conde de Oliveto,[22] XVI conde de Palamós,[22] VIII conde de Saltés,[22] XVI conde de Santa Marta,[22] XV conde de Trastámara,[22] XII conde de Trivento,[22] XXI vizconde de Iznájar,[22] XXII barón de Bellpuig, XVI conde de Palamós,[22] XII barón de Calonge,[22] XIII barón de Liñola,[22] XXII señor de Turienzo, XVII señor de Villalobos, gentilhombre de cámara con ejercicio, XV alférez mayor hereditario del Pendón de la Divisa del rey y caballerizo mayor del príncipe de Asturias.[22]

Contrajo matrimonio, el 21 de septiembre de 1749, con su hermanastra, María Concepción de Guzmán y de la Cerda (m. 7 de octubre de 1803).. Le sucedió su único hijo:
- Vicente Joaquín Osorio de Moscoso  (Madrid, 17 de enero de 1756-26 de agosto de 1816),[26] VII marqués de Leganés,[3] VI duque de Atrisco,[24] XI duque de Baena,[18] XV duque de Maqueda,[27] VIII duque de Medina de las Torres,[25] X duque de Sanlúcar la Mayor,[15] XIII duque de Sessa,[17] XII duque de Soma,[19] XV marqués de Astorga,[14] VII marqués de Leganés,[3] IX marqués de Velada,[12] XI conde de Altamira,[10] XVII conde de Cabra,[17] doce veces grande de España, X marqués de Almazán,[22] XIII marqués de Ayamonte,[16] XVII marqués de Elche,[22] VII marqués de Mairena,[22] VII marqués de Monasterio,[22] VI marqués de Morata de la Vega,[22] XI marqués de Poza,[22] VIII marqués de la Villa de San Román,[22] IX marqués de Villamanrique,[22] VIII conde de Arzarcóllar,[22], XIII conde de Avelino,[22] X conde de Lodosa,[22] XV conde de Monteagudo de Mendoza,[22] XVIII conde de Nieva,[22] XII conde de Oliveto,[22] XVII conde de Palamós,[22] IX conde de Saltes,[22] XVII conde de Santa Marta,[22] XVI conde de Trastámara,[22] XIII conde de Trivento,[22] XXII vizconde de Iznájar, XXIII barón de Bellpuig, XIII barón de Calonge, XIV barón de Liñola, XXIII señor de Turienzo, XVIII señor de Villalobos, guarda mayor hereditario del reino de Castilla, XVI alférez mayor hereditario del Pendón de la Divisa del rey, caballero de la Orden del Toisón de Oro, gran cruz de la Orden de Carlos III y gentilhombre de cámara con ejercicio.

Casó en primeras nupcias el 3 de abril de 1774 con María Ignacia Álvarez de Toledo y Gonzaga, hija de Antonio Álvarez de Toledo Osorio Pérez de Guzmán el Bueno y su segunda esposa, María Antonia Gonzaga,  marqueses de Villafranca del Bierzo, y en segundas, siendo su segundo esposo, con María Magdalena Fernández de Córdoba y Ponce de León, hija de los marqueses de Puebla de los Infantes. Le sucedió el segundogénito de su primer matrimonio:
- Vicente Ferrer Isabel Osorio de Moscoso y Álvarez de Toledo (Madrid, 19 de noviembre de 1777-31 de agosto de 1837), VIII marqués de Leganés,[3] VII duque de Atrisco,[24] VII duque de Atrisco,[24] XII duque de Baena,[18] XVI duque de Maqueda,[27] IX duque de Medina de las Torres,[25] XI duque de Sanlúcar la Mayor,[15] XIII duque de Soma,[19] XIV duque de Sessa,[17] XVI marqués de Astorga,[14] X marqués de Velada,[12] XII conde de Altamira,[10] XVIII conde de Cabra,[21] docr veces gran de España, XI marqués de Almazán,[28] XIV marqués de Ayamonte,[16] VIII marqués de Mairena,[28] VIII marqués de Monasterio,[28] VII marqués de Morata de la Vega,[28] XII marqués de Poza,[28] IX marqués de la Villa de San Román,[28] X marqués de Villamanrique,[28] IX conde de Arzarcóllar,[28] XV conde de Avelino,[28] XI conde de Lodosa,[28] XVI conde de Monteagudo de Mendoza,[28] XIX conde de Nieva,[28] XIV conde de Oliveto, XVIII conde de Palamós,[28] X conde de Saltés,[28] XVIII conde de Santa Marta,[28] XVIII conde de Trastámara,[28] XV conde de Trivento,[28] XXIII vizconde de Iznájar,[28] XXIV barón de Bellpuig,[28] XIV barón de Calonge,[28] XV barón de Liñola,[28] X señor y príncipe de Aracena XXIV señor de Turienzo y XIX señor de Villalobos, gentilhombre de cámara con ejercicio, XV alférez mayor hereditario del Pendón de la Divisa del rey y caballerizo mayor del príncipe de Asturias.[28]

Casó en primeras nupcias, el 12 de febrero de 1798, con María del Carmen Ponce de León y Carvajal, VIII marquesa del Águila, V condesa de Garcíez, hija de Antonio María Ponce de León Dávila y Carrillo de Albornoz, III duque de Montemar, VIII marqués de Castromonte, dos veces grande de España, VII marqués del Águila, V conde de Valhermoso, IV conde de Garcíez, y de María del Buen Consejo Carvajal y Gonzaga, hija de Manuel Bernardino de Carvajal y Zúñiga, VI duque de Abrantes, V duque de Linares, etc. Contrajo un segundo matrimonio el 14 de febrero de 1834 con María Manuela de Yanguas y Frías. Le sucedió su hijo del primer matrimonio:
- Vicente Pío Osorio de Moscoso (Madrid, 1 de agosto de 1801-22 de febrero de 1864), IX marqués de Leganés,[3] VIII duque de Atrisco,[24] XIII duque de Baena,[18] X duque de Medina de las Torres,[25] X duque de Montemar,[29] XII duque de Sanlúcar la Mayor,[15] XIV duque de Soma,[19] XV duque de Sessa,[17] XVII marqués de Astorga,[14] IX marqués de Castromonte,[31] XVII duque de Maqueda,[32] XI marqués de Velada,[12] XIII conde de Altamira,[10] XIX conde de Cabra,[21] catorce veces grande de España, XII marqués de Águila,[28] XII marqués de Almazán,[28] XV marqués de Ayamonte,[16] XIX marqués de Elche,[28] IX marqués de Mairena,[28] IX marqués de Monasterio,[28] XIII marqués de Montemayor,[28] VIII marqués de Morata de la Vega,[28] XIII marqués de Poza,[28] X marqués de la Villa de San Román,[28] XI marqués de Villamanrique,[28] X conde de Arzarcóllar,[28] XV conde de Avelino,[28] VI conde de Garcíez,[28] XII conde de Lodosa,[28] XVII conde de Monteagudo de Mendoza,[28] XX conde de Nieva,[28] XIV conde de Oliveto,[28] XVI conde de Palamós,[28] XI conde de Saltés,[28] XIX conde de Santa Marta,[28] XIX conde de Trastámara,[28] XV conde de Trivento,[28] V conde de Valhermoso,[28] XXIV vizconde de Iznájar,[28] XXV barón de Bellpuig,[28] XV barón de Calonge,[28] XVI barón de Liñola,[28] X señor y príncipe de Aracena, XXV y último señor de Turienzo y XX y último señor de Villalobos, XVIII alférez mayor hereditario del pendón de la divisa del rey, comendador mayor de la Orden de Alcántara, caballero de la Orden de Carlos III, sumiller de corps del rey, gran canciller del consejo de Hacienda, presidente del real cuerpo de nobleza de Madrid[28] y senador por la provincia de León (1843-1845) y vitalicio (1845-1850).[33]

Casó en 1821, en Madrid, con María Luisa de Carvajal Vargas y Queralt, hija de José Miguel de Carvajal y Vargas, II duque de San Carlos, VI conde de Castillejo, IX conde del Puerto y de su segunda mujer María Eulalia de Queralt y de Silva, hija de Juan Bautista de Queralt, de Silva y de Pinós, VII marqués de Santa Coloma y de María Luisa de Silva, VII marquesa de Gramosa y XV condesa de Cifuentes. Le sucedió su nieta, hija de José María Osorio de Moscoso y Carvajal, XVIII duque de Maqueda, XVI duque de Sessa,, XVIII marqués de Astorga, XIV conde de Altamira, XX conde de Cabra, VI duque de Montemar, XIII marqués del Águila,, etc. y de su esposa, la infanta Luisa Teresa de Borbón y nieta del infante Francisco de Paula de Borbón:
- María Cristina Osorio de Moscoso y Borbón (Ginebra, 26 de mayo de 1850-París, 27 de marzo de 1904), X marquesa de Leganés,[3] IX duquesa de Atrisco,[13] dos veces grande de España, IX marquesa de Morata de la Vega[35] y dama de la Orden de la Reina María Luisa.

Casó el 11 de marzo de 1865, en Madrid, con Pierre-Laurent de Bauffremont, VI duque de Bauffremont, hijo de la princesa Anne-Antoine de Bauffremont. Le sucedió su hijo:
- Pedro de Alcántara de Bauffremont y Osorio de Moscoso (28 de octubre de 1879-13 de marzo de 1945), XI marqués de Leganés,[3] X duque de Atrisco,[13] dos veces grande de España, X marqués de Morata de la Vega y VII duque de Bauffremont.

Casó con Marie-Thérèse de la Bouchardière, con la que tuvo amplia descendencia. Sucedió su sobrino:
- Leopoldo Barón y Osorio de Moscoso (1920-1974), XII marqués de Leganés,[3] XI duque de Atrisco,[13] XX duque de Sessa, XVIII conde de Altamira, cuatro veces grande de España, XI marqués de Morata de la Vega y marqués del Pico de Velasco de Angustina.

Casó con María Cristina Gavito y Jáuregui. Le sucedió su hijo:
- Gonzalo Barón y Gavito (n. en México, 27 de febrero de 1948), XIII marqués de Leganés,[3] XII duque de Atrisco,[13] XXI duque de Sessa, XXIII marqués de Astorga, XX conde de Altamira, cinco veces grande de España, XII marqués de Morata de la Vega y XIII marqués del Pico de Velasco de Angustina.[35]

Casó el 17 e agosto de 1974 con Susana Carral y Pinsón.